# Temporada 1967-68 de los Baltimore Bullets
La temporada 1967-68 fue la séptima de los Baltimore Bullets en la NBA, y la cuarta en su localización de Baltimore, Maryland. La temporada regular acabó con 36 victorias y 46 derrotas, ocupando el sexto y último puesto de la División Este, no logrando alcanzar los playoffs.

## Elecciones en elDraft
| Ronda | Puesto | Jugador          | Posición        | Nacionalidad   | Universidad         |
| ----- | ------ | ---------------- | --------------- | -------------- | ------------------- |
| 1     | 2      | Earl Monroe      | Escolta         | Estados Unidos | Winston-Salem State |
| 2     | 13     | Jimmy Jones      | Base            | Estados Unidos | Grambling State     |
| 4     | 32     | Al Salvadori     | Alero           | Estados Unidos | South Carolina      |
| 5     | 44     | Dexter Westbrook | Alero           | Estados Unidos | Providence          |
| 8     | 80     | Ed Manning       | Alero/Ala-Pívot | Estados Unidos | Jackson State       |

## Temporada regular
| División Este        | División Este | División Este | División Este | División Este | División Este | División Este | División Este | División Este |
| Equipo               | G             | P             | %             | PD            | Casa          | Fuera         | Neutral       | Div           |
| -------------------- | ------------- | ------------- | ------------- | ------------- | ------------- | ------------- | ------------- | ------------- |
| x-Philadelphia 76ers | 62            | 20            | .756          | –             | 27–8          | 26–12         | 9–0           | 29–11         |
| x-Boston Celtics     | 54            | 28            | .659          | 8             | 28–9          | 21–16         | 5–3           | 24–16         |
| x-New York Knicks    | 43            | 39            | .524          | 19            | 20–17         | 21–16         | 2–6           | 19–21         |
| x-Detroit Pistons    | 40            | 42            | .488          | 22            | 21–11         | 12–23         | 7–8           | 15–25         |
| Cincinnati Royals    | 39            | 43            | .476          | 23            | 18–12         | 13–23         | 8–8           | 18–22         |
| Baltimore Bullets    | 36            | 46            | .439          | 26            | 17–19         | 12–23         | 7–4           | 15–25         |

## Estadísticas
| Rk | Jugador        | Edad | P  | PT | MP   | TC  | TCI  | %TC  | TL  | TLI | %TL   | RB   | AS  | FP  | PTS  |
| 1  | Gus Johnson    | 29   | 60 |    | 37.9 | 8.0 | 17.2 | .467 | 3.0 | 4.5 | .667  | 13.0 | 2.7 | 3.7 | 19.1 |
| 2  | Earl Monroe    | 23   | 82 |    | 36.7 | 9.0 | 20.0 | .453 | 6.2 | 7.9 | .781  | 5.7  | 4.3 | 3.4 | 24.3 |
| 3  | Ray Scott      | 29   | 81 |    | 36.1 | 6.0 | 14.7 | .412 | 4.3 | 5.5 | .779  | 13.7 | 2.1 | 3.1 | 16.4 |
| 4  | Leroy Ellis    | 27   | 78 |    | 34.9 | 4.9 | 10.3 | .475 | 2.7 | 3.7 | .724  | 11.1 | 2.0 | 3.3 | 12.4 |
| 5  | Kevin Loughery | 27   | 77 |    | 29.8 | 5.9 | 14.6 | .406 | 4.0 | 5.1 | .778  | 3.2  | 3.3 | 3.9 | 15.9 |
| 6  | Don Ohl        | 31   | 39 |    | 28.1 | 5.9 | 13.7 | .433 | 2.9 | 3.8 | .770  | 2.9  | 2.2 | 2.3 | 14.8 |
| 7  | Jack Marin     | 23   | 82 |    | 24.8 | 5.2 | 11.4 | .460 | 3.0 | 3.8 | .796  | 5.8  | 1.3 | 3.0 | 13.5 |
| 8  | Bob Ferry      | 30   | 59 |    | 14.3 | 2.2 | 5.3  | .412 | 1.2 | 2.0 | .624  | 3.2  | 1.0 | 1.6 | 5.6  |
| 9  | Johnny Egan    | 29   | 67 |    | 13.9 | 2.4 | 6.2  | .393 | 2.1 | 2.7 | .776  | 1.7  | 2.0 | 1.9 | 7.0  |
| 10 | Ed Manning     | 24   | 71 |    | 13.4 | 1.6 | 3.6  | .432 | 0.8 | 1.4 | .606  | 5.3  | 0.5 | 2.2 | 4.0  |
| 11 | Stan McKenzie  | 23   | 50 |    | 13.1 | 1.5 | 3.6  | .401 | 1.2 | 1.8 | .659  | 2.4  | 0.5 | 2.0 | 4.1  |
| 12 | Tom Workman    | 23   | 1  |    | 10.0 | 0.0 | 2.0  | .000 | 1.0 | 1.0 | 1.000 | 1.0  | 0.0 | 3.0 | 1.0  |
| 13 | Roland West    | 23   | 4  |    | 3.5  | 0.5 | 1.3  | .400 | 0.0 | 0.0 |       | 1.3  | 0.0 | 0.8 | 1.0  |

## Galardones y récords
| Jugador     | Galardón                                                     |
| Earl Monroe | Rookie del Año de la NBA Mejor quinteto de rookies de la NBA |
| Gus Johnson | All-Star                                                     |